# Gstadt am Chiemsee
Gstadt am Chiemsee település Németországban, azon belül Bajorországban. Lakosainak száma 1249 fő (2023. december 31.). Gstadt am Chiemsee Eggstätt, Breitbrunn am Chiemsee, Chiemsee és Seeon-Seebruck községekkel határos.

## Népesség
A település népessége az elmúlt években az alábbi módon változott:
| Lakosok száma | 344  | 1049 | 932  | 1013 | 1142 | 1167 | 1167 | 1195 | 1197 | 1249 |
|               | 1875 | 1950 | 1975 | 1987 | 2012 | 2014 | 2016 | 2017 | 2021 | 2023 |